# Ciclism la Jocurile Olimpice de vară din 1896 - Cursa masculină pe șosea
Cursa masculină de ciclism pe șosea de la Jocurile Olimpice de vară din 1896 a avut loc pe 12 aprilie fiind singura probă masculină pe șosea din programul acestei Olimpiade. Traseul a avut o lungime de 87 de kilometri. Au concurat șapte cicliști din trei țări. Proba a fost câștigată de Aristidis Konstantinidis din Grecia. August von Gödrich din Germania a ocupat locul al doilea, în timp ce Edward Battell a terminat pe locul al treilea.

## Context
Aceasta a fost prima dată când a avut loc proba, care nu a mai fost organizată până în 1936. A fost o probă de un interes deosebit pentru gazdele grecești, deoarece a urmat traseul maratonului câștigat de Spyridon Louis. Șapte cicliști s-au înscris la eveniment, printre care germanul August von Gödrich, britanicul Edward Battell și cinci greci. Battell, care lucra la ambasada Marii Britanii, era cât pe ce să nu ajungă să concureze; „[c]âțiva oficiali britanici au încercat să-l împiedice să participe la probele olimpice de ciclism pe motiv că slujba sa îl descalifica drept gentleman și, prin urmare, nu putea fi amator”.

## Formatul competiției
Cursa s-a desfășurat pe un traseu de 87 de kilometri, de la Atena la Marathon și înapoi. La punctul de întoarcere, cicliștii trebuiau să „semneze un document în prezența unui oficial, verificându-se astfel că au ajuns acolo”. Finalul a avut loc la velodrom. Oficiali ai competiției au fost staționați de-a lungul drumului.

## Program
| Dată                      | Dată                     | Timp  | Etapă  |
| Gregorian                 | Iulian                   | Timp  | Etapă  |
| ------------------------- | ------------------------ | ----- | ------ |
| Duminică, 12 aprilie 1896 | Duminică, 31 martie 1896 | 12:00 | Finală |

## Rezultate
Konstantinidis a condus de la start până după virajul de la Marathon. Bicicleta sa s-a stricat la întoarcere, permițându-i lui Battel să îl depășească înainte de a reuși să facă rost de o altă bicicletă și să continue. Atât Konstantinidis, cât și Battel au căzut din nou înainte de final, căzătura lui Battel fiind suficient de gravă pentru a-l coborî de pe primul loc pe locul trei, deoarece atât Konstantinidis, cât și Gödrich l-au depășit.
| Loc | Ciclist                   | Țară           | Timp       |
| --- | ------------------------- | -------------- | ---------- |
| 1   | Aristidis Konstantinidis  | Grecia         | 3:22:31    |
| 2   | August von Gödrich        | Germania       | 3:42:18    |
| 3   | Edward Battell            | Marea Britanie | Necunoscut |
| 4–7 | Georgios Aspiotis         | Grecia         | Necunoscut |
| 4–7 | Miltiades Iatrou          | Grecia         | Necunoscut |
| 4–7 | Konstantinos Konstantinou | Grecia         | Necunoscut |
| 4–7 | Georgios Paraskevopoulos  | Grecia         | Necunoscut |